# بايك سيو يي
بايك سيو يي (بالكورية: 백서이)‏ هي ممثلة كورية جنوبية. ولدت يوم 3 أغسطس 1992 في سول في كوريا الجنوبية.

## روابط خارجية
- بايك سيو يي على موقع IMDb (الإنجليزية)